# Ines Diers
Ines Diers (Rochlitz, 2 november 1963) is een voormalig topzwemster uit Duitsland, die namens de toenmalige DDR de gouden medaille won op zowel de 400 meter vrije slag als de 4x100 meter vrije slag bij de Olympische Spelen van Moskou (1980). Daarnaast behaalde ze twee zilveren (200 en 800 vrij) en één bronzen (100 vrij) medaille in de hoofdstad van de Sovjet-Unie.
Diers begon haar zwemcarrière in 1973 bij BSG Lok Rochlitz. Later stapte ze over naar de zogeheten Kinder- und Jugendsportschule in Karl-Marx-Stadt, het latere Chemnitz. Een jaar na haar gouden dubbelslag bij de door een sportboycot getroffen Spelen van Moskou won Diers andermaal twee gouden plakken (400 vrij en 4x100 vrij), ditmaal bij de Europese kampioenschappen langebaan (50 meter) in Split. Niet veel later nam de veelzijdige Diers afscheid van het topzwemmen.
1924: Martha Norelius ·
1928: Martha Norelius ·
1932: Helene Madison ·
1936: Rie Mastenbroek ·
1948: Ann Curtis ·
1952: Valéria Gyenge ·
1956: Lorraine Crapp ·
1960: Chris von Saltza ·
1964: Ginny Duenkel ·
1968: Debbie Meyer ·
1972: Shane Gould ·
1976: Petra Thümer ·
1980: Ines Diers ·
1984: Tiffany Cohen ·
1988: Janet Evans ·
1992: Dagmar Hase ·
1996: Michelle Smith ·
2000: Brooke Bennett ·
2004: Laure Manaudou ·
2008: Rebecca Adlington ·
2012: Camille Muffat ·
2016: Katie Ledecky ·
2020: Ariarne Titmus ·
2024: Ariarne Titmus
1912: Moore, Fletcher, Speirs, Steer ·
1920: Woodbridge, Schroth, Guest, Bleibtrey ·
1924: Donnelly, Ederle, Lackie, Wehselau ·
1928: Lambert, Osipowich, Saville, Norelius ·
1932: Johns, Saville, McKim, Madison ·
1936: Selbach, Wagner, den Ouden, Mastenbroek ·
1948: Corridon, Kalama, Helser, Curtis ·
1952: I. Novák, Temes, É. Novák, Szőke ·
1956: Fraser, Leech, Morgan, Crapp ·
1960: Spillane, Stobs, Wood, von Saltza ·
1964: Stouder, de Varona, Watson, Ellis ·
1968: Barkman, Gustavson, Pedersen, Henne ·
1972: Babashoff, Barkman, Kemp, Neilson ·
1976: Peyton, Sterkel, Babashoff, Boglioli ·
1980: Krause, Metschuck, Diers, Hülsenbeck ·
1984: Johnson, Steinseifer, Torres, Hogshead ·
1988: Otto, Meißner, Hunger, Stellmach ·
1992: Haislett, Martino, Thompson, Torres ·
1996: Martino, Van Dyken, Fox, Thompson ·
2000: Van Dyken, Shealy, Thompson, Torres ·
2004: Mills, Lenton, Thomas, Henry ·
2008: Dekker, Kromowidjojo, Heemskerk, Veldhuis ·
2012: Coutts, C. Campbell, Elmslie, Schlanger ·
2016: McKeon, Elmslie, B. Campbell, C. Campbell ·
2020: B. Campbell, Harris, McKeon, C. Campbell ·
2024: O'Callaghan, Jack, McKeon, Harris